# Mordellistenochroa strejceki
Mordellistenochroa strejceki là một loài bọ cánh cứng trong họ Mordellidae. Loài này được Horák miêu tả khoa học năm 1982.